# 김응두
김응두(金應斗, 1892년 ~ ?)는 일제강점기의 관료 겸 공작원으로, 본적은 경성부이다.

## 생애
일본 메이지 대학에서 법학을 전공했으며 제주명신고등학교 교장을 역임했다. 1939년 10월 재만 조선인 유지 대표로 조선총독부를 방문하여 재만 조선인에 대한 교육 후원을 청원했고 1939년 11월 전만조선인유지 대표로 선임된 뒤부터 중등학교 설치 운동을 전개했다. 북만산업합자회사 사장(1940년 2월 선임)과 계림실업구락부 초대 상임간사(1940년 8월 19일 선임), 신징 동아사업주식회사 사장(1940년 ~ 1943년)을 역임했다.
1940년 8월 20일 재만조선인교육후원회(만주국 협화회 수도계림분회가 재만 조선인 교육 사업을 위해 설치한 기구) 위원장으로 임명된 뒤부터 만주 지역의 황민화 교육 정책 시행을 주도했다. 1941년 재만 조선인을 상대로 지원병 응모 권유 의뢰장을 발송하는 등 재만 조선인 사회에서 전개된 육군 지원병 모집 운동을 주도했고 1942년 조선인의 근로보국을 주장한 운동인 국민개로운동(國民皆勞運動)에 적극 협력했다.
1940년 10월 30일 박석윤, 윤상필, 이성재 등 만주국의 조선인 유력자들이 동남지구특별공작(東南地區特別工作, 일제가 만주 동남부 일대에서 활동하던 항일 무장 세력을 상대로 전개한 대규모 토벌 작전)을 지원하기 위해 결성한 단체인 동남지구특별공작후원회(東南地區特別工作後援會) 본부 총무로 선임된 뒤부터 일제의 항일 무장 세력 토벌에 협력했다. 또한 항일 무장 세력을 상대로 투항을 권고하는 내용을 담은 선전물을 배포했고 신징 본부를 비롯한 각 지역 50여 개 지부를 상대로 후원금 모집 활동을 전개했다.
민족문제연구소의 친일인명사전 수록자 명단의 해외 부문, 친일반민족행위진상규명위원회가 발표한 친일반민족행위 705인 명단에 포함되었다.

## 참고자료
- 친일반민족행위진상규명위원회 (2009). 〈김응두〉. 《친일반민족행위진상규명 보고서 Ⅳ-3》. 서울. 752~784쪽.